# Luis Tristán

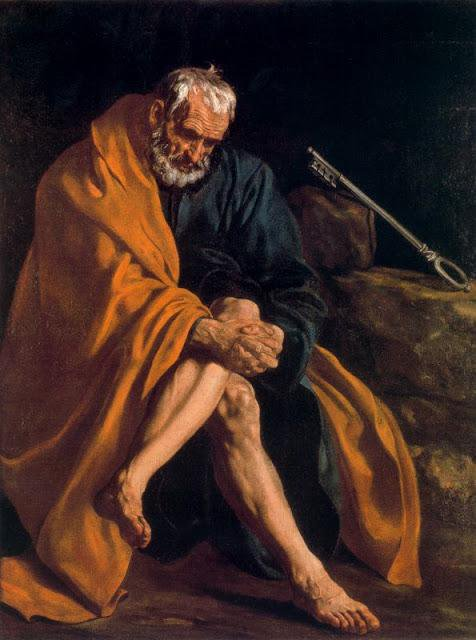
Luis Tristán: Die Tränen des hl. Petrus (1624)

Luis Tristán (auch Luis Tristán de Escamilla, * um 1585 in Toledo; † 1624 ebenda) war ein spanischer Maler des 17. Jahrhunderts. Seine Gemälde hängen u. a. im Museo del Prado in Madrid und im El-Greco-Museum in Toledo; zwei weitere befinden sich im Louvre in Paris.
Luis Tristán wurde in Toledo geboren und war in den Jahren 1603 bis 1607 Gehilfe von El Greco; seine späteren Werke zeugen vom Einfluss des Meisters. Während einer Italienreise nahm er auch Einflüsse aus dem Werk Caravaggios auf. Eines seiner Hauptwerke ist der mit zahlreichen Bildtafeln versehene Hochaltar in der Kollegiatkirche San Benito Abad in Yepes aus dem Jahr 1616.